# Pyrrosia dispar
Pyrrosia dispar là một loài thực vật có mạch trong họ Polypodiaceae. Loài này được (H. Christ) K.H. Shing miêu tả khoa học đầu tiên năm 1983.